# Васильева, Людмила Фёдоровна
Людмила Фёдоровна Васильева (1 июня 1955, Петропавловск) — доктор медицинских наук, профессор, академик РАЕН, последователь одного из направлений нетрадиционной недоказательной медицины (прикладная кинезиология).
С 2000 по 2010 год возглавляла кафедру мануальной терапии Российского национального исследовательского медицинского университета имени Н. И. Пирогова, с 2010 года возглавляет кафедру прикладной кинезиологии Российской академии медико-социальной реабилитации. Из-за отсутствия научных теоретических и практических основ прикладная кинезиология часто характеризуется как псевдонаука и относится к «альтернативной медицине».

## Биография
Родилась 1 июня 1955 года в городе Петропавловск Северо-Казахстанской области, в семье служащих.
В 1978 году окончила Томский государственный медицинский университет. После окончания института работала младшим научным сотрудником неврологического отделения Томского НИИ курортологии и физиотерапии. Научная работа была связана с изучением условий жизни вахтовых рабочих северных районов Томской области и разработкой мер профилактики болевых мышечных синдромов. В связи с этим в 1981 году прошла обучение на первом цикле по вертеброневрологии на только что созданном профессором Виктором Петровичем Веселовским курсе вертеброневрологии при Казанском ГИДУВе.
С 1983 по 2000 год прошла путь от клинического ординатора, аспиранта, ассистента, доцента кафедры неврологии до заведующей кафедрой традиционной медицины Новокузнецкого государственного института усовершенствования врачей.
В 1990 году под руководством профессора О. Г. Когана защитила кандидатскую диссертацию на тему «Трехплоскостная мобилизация при рефлекторных синдромах шейного остеохондроза», в 1999 году — докторскую диссертацию на тему «Нейрогенные механизмы и патогенетическая мануальная терапия атипичных моторных паттернов при болевых мышечных синдромах».
С 2000 по 2010 год работала в Российском национальном исследовательском медицинском университете имени Н. И. Пирогова, сначала возглавляла курс традиционной медицины при кафедре неврологии (зав. кафедрой проф. Федин А. И.), далее — заведующей вновь организованной кафедрой мануальной терапии. Параллельно возглавляла лабораторию мануальной терапии Научного центра традиционных методов диагностики и лечения. С 2010 по сегодняшнее время возглавляет кафедру прикладной кинезиологии Российской Академии медико-социальной реабилитации. С 2008 года получила звание академика Российской Академии естественных наук.

## Вклад в развитие прикладной кинезиологии
Васильева стоит у истоков появления мануальной терапии в Советском Союзе. С момента организации всесоюзной ассоциации мануальной терапии являлась её вице-президентом и заместителем редактора одноименного журнала. С 1991 года является организатором развития в России псевдонаучного направления медицины — прикладной кинезиологии, на протяжении 15 лет возглавляла созданную Межрегиональную ассоциацию прикладной кинезиологии. 
Васильева разработала программу обучения прикладной кинезиологии и её внедрения в систему подготовки мануальных терапевтов. Организовала собственную Академию прикладной кинезиологии с трёхлетней программой последипломной подготовки специалистов.
Является главным редактором журнала «Прикладная кинезиология», входит в состав редколлегии журнала «Мануальная терапия».

## Публикации
Основные труды Л. Ф. Васильевой посвящены изучению активности миотатического рефлекса скелетных мышц в условиях гравитационной, эмоциональной и биохимической нагрузки, как системы биологической обратной связи с организмом, используемой для постановки диагноза и подбора методики восстановления здоровья.
Является автором свыше 300 работ, в том числе 3 персональных монографий, одного учебника для хиропрактов США (в соавторстве с профессором К. Левитом), 7 авторских свидетельств и 23 учебных пособий по различным аспектам использования прикладной кинезиологии в медицинской практике.
Монографии
- Мануальная диагностика и терапия (клиническая биомеханика и патобиомеханика). — 1990
- Патобиомеханика мышечно-скелетной системы. Визуальная и кинезиологическая диагностика нарушений статики и динамики. — 1996
- Алгоритмы диагностики функциональных нарушений мышечно-скелетной системы. — 1997
- Патобиомеханика внутренних органов висцеральная диагностика и висцеральная терапия. — 1998

Методические рекомендации
Карпеев А. А., Ситель А. Б., Скоромец А. А., Гойденко В. С., Васильева Л. Ф., Саморуков А. Е. Мануальная терапия. Диагностика и коррекция патобиомеханических изменений, возникающих при спондилогенных заболеваниях. Утверждена МЗ РФ.
Учебные пособия
- Теоретические основы прикладной кинезиологии
- Мануальное мышечное тестирование. Нейролимфатические, нейрососудистые рефлексы
- Кинезиологическая диагностика и мануальная терапия функциональных блоков таза
- Кинезиологическая диагностика и мануальная терапия функциональных блоков поясничного и грудного отделов позвоночника
- Кинезиологическая диагностика и мануальная терапия функциональных блоков шейного отдела позвоночника
- Дисфункция грудобрюшной диафрагмы врача. Самодиагностика и самокоррекция
- Кинезиологическая диагностики и висцеральная терапия патобиомеханических изменений органов брюшной полости
- Кинезиологическая диагностика и висцеральная терапия патобиомеханических изменений органов мочеполовой системы и грудной клетки
- Кранио-сакральная мануальная терапия с основами прикладной кинезиологии
- Мышечно-фасциальные цепи. Анатомо-физиологические особенности биомеханики
- Патобиомеханика стоматогностической системы с основами прикладной кинезиологии
- Кинезиологическая диагностика компрессионных и туннельных синдромов поясничного отдела позвоночника
- Кинезиологическая диагностика компрессионных и туннельных синдромов шейного отдела позвоночника.
- Функциональные сколиозы различного генеза. Этиология, биомеханика, клиника, кинезиологическая диагностика, коррекция
- Мануальная терапия с основами прикладной кинезиологии в педиатрии
- Функциональные блоки суставов. Кинезиологическая и мануальная диагностика и терапия
- Кинезиологическая диагностика функциональных нарушений биохимических процессов
- Эмоциональные нарушения в практике мануального терапевта
- Нейрофизиологические основы электромагнетизма
- Основы иглорефлексотерапии в сочетании с прикладной кинезиологией
- Дисбаланс энергии в системе чудесных меридианов
- Кинезиологическая диагностика функциональных нарушений эндокринной системы
- Воспаление, кинезиологическая диагностика и коррекция. Медиаторы воспаления: Гистамин